# Spek (snoep)

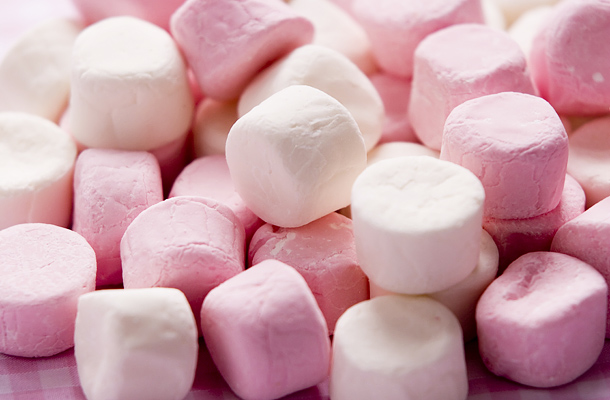
Roze marshmallows

Een spek(je) is snoepgoed dat in Vlaanderen ook nonnenbil of meiskesvlees wordt genoemd. Een andere naam ervoor is witte drop. In het Engels heet het marshmallow. Het is een sponzige zoete substantie die, in de moderne variant, is gemaakt uit suiker of maïsstroop, opgeklopt eiwit, geweekte gelatine, Arabische gom en kleur- en smaakstoffen.
In het traditionele recept gebruikte men altheasiroop, een extract uit de wortel van heemst (Althaea officinalis), een plant uit de kaasjeskruidfamilie die ook wel marshmallowplant wordt genoemd. De Fransen noemen de heemst guimauve, vandaar dat bepaalde snoepjes in Vlaanderen zo worden genoemd.

## Toelichting

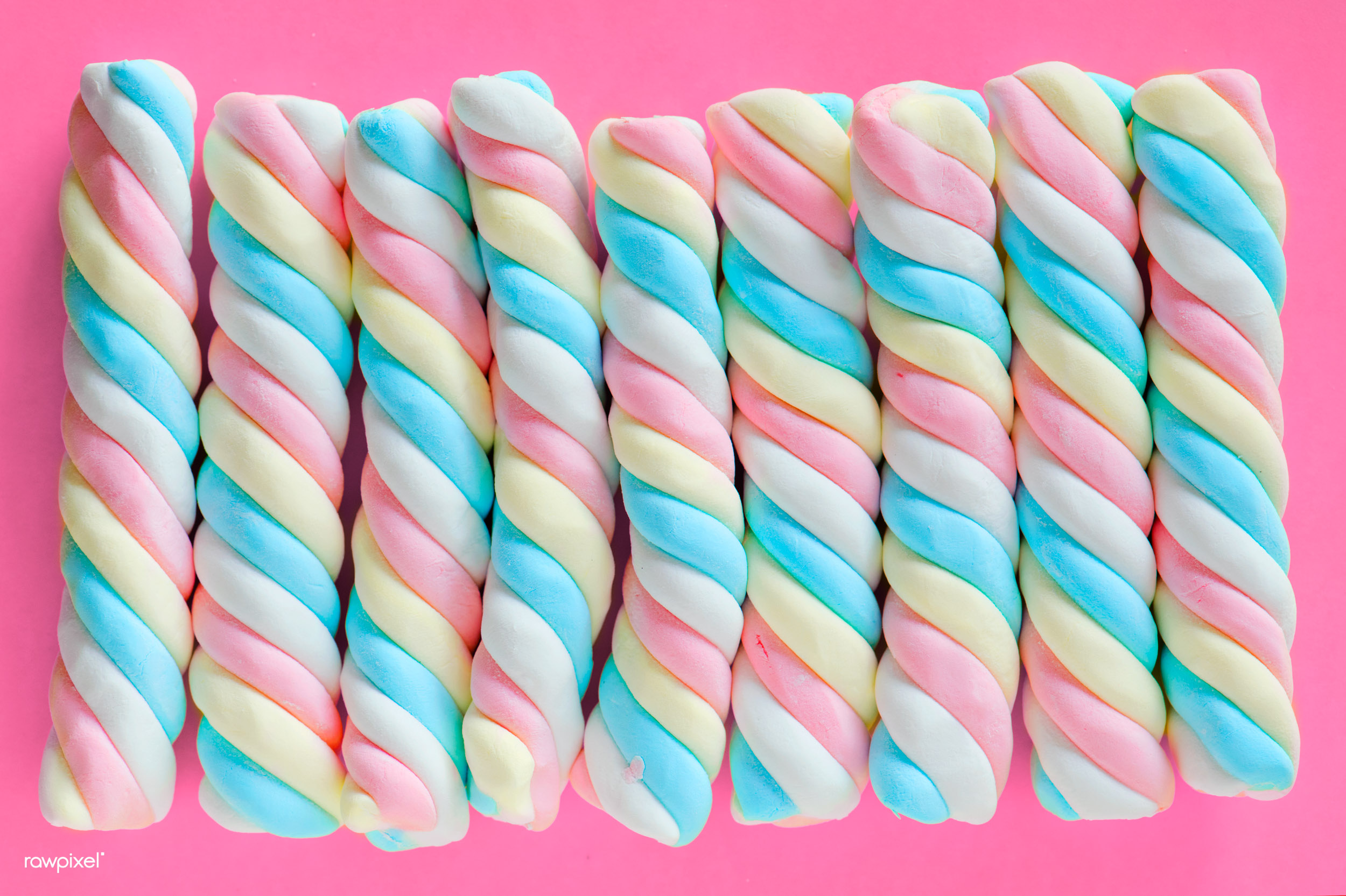
Gevlochten spekjes

Bij de bereiding wordt aangemaakte substantie geëxtrudeerd en in stukken gesneden die in maïszetmeel en poedersuiker gerold worden om de plakkerige substantie te bedekken.
De meeste spekjes bevatten gelatine en worden daarom niet door vegetariërs en veganisten gegeten. Soms zijn speciale versies verkrijgbaar die puur op basis van plantaardige producten zijn vervaardigd, of koosjere spekjes op basis van gelatine uit vissen.
Spekjes worden als snoepgoed gegeten of in mini-versies op warme chocolademelk gestrooid, of bijvoorbeeld als bestanddeel aan schepijs toegevoegd. Ook wordt er nogal eens met spekjes als toevoeging in allerlei recepten geëxperimenteerd. Populair, vooral in de Verenigde Staten, is het roosteren van de kussentjes boven een kampvuur of barbecue, waarbij de buitenkant krokant en de binnenkant dikvloeibaar wordt. De kunst is het druipende goedje aan het stokje te houden totdat het 'gaar' is.
In België en Nederland worden de echte marshmallows, zoals ze in de Verenigde Staten  gebruikelijk zijn, in veel supermarkten en gespecialiseerde winkels verkocht.

## Op een koekje

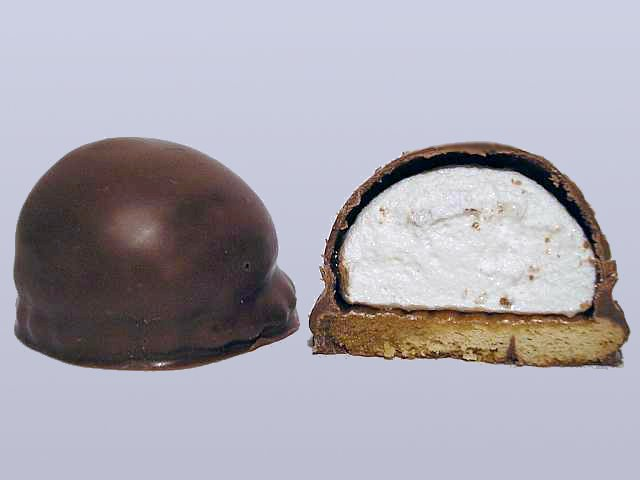
Melo Cake of Mallo: marshmallowschuim op een koekje, overgoten met chocolade

In diverse landen worden kleine gebakjes dan wel zoetwaren geproduceerd die bestaan uit een basis gevormd door een rond koekje met daarop een bol marshmallowschuim, waarna dit geheel overgoten wordt met chocolade. Vertegenwoordigers van dit genre zijn de Mallomar uit de Verenigde Staten van Amerika (geproduceerd sinds 1913 door Nabisco) en de Whippet cookies uit het Canadese Montreal (als Empire vervaardigd door Viau vanaf 1901, Whippet cookie sinds 1927). Deze zijn beide overgoten met een dun laagje pure chocolade en zijn berucht voor hun smeltgevoeligheid. Dit en de slechte transporteerbaarheid in vliegtuigen (wegens drukverschillen sneuvelt de chocolademantel) maakt dat ze vaak een lokaal fenomeen blijven. De vooral in New York populaire mallomars worden bovendien vanwege het smeltrisico in de warme zomermaanden nagenoeg niet aangeboden. De Whippet cookies uit Quebec kunnen daar dankzij de wat lagere temperaturen wel het gehele jaar verkocht worden.
In Nederland en België worden zeer vergelijkbare koekjes aangeboden onder namen als Melo Cakes (Milka) en Mallo (Confibel), maar deze zijn overgoten met een iets minder smeltgevoelige melkchocolade. Veel bekender zijn de vergelijkbare chocozoenen die op een wafeltje staan en gevuld zijn met luchtiger eiwitschuim zonder de bindmiddelen die het marshmallowschuim wat taaier maken.

## Marshmallowtest
Onder Amerikaanse pedagogen en psychologen is dit snoepgoed ook bekend in de vorm van de zogenoemde marshmallowtest, waarbij wordt getest hoe een kind omgaat met het principe van uitgestelde beloning.